# Headrillaz
Headrillaz est un groupe britannique de musique électronique. Actif dans les années 1990, il se compose des frères Caspar et Darius Kedros. Le chanteur Saul Jewit faisait également partie du groupe. Le groupe fait partie du mouvement big beat populaire à la fin des années 1990.

## Histoire
Caspar et Darius Kedros entrent dans la scène musicale au début des années 1990 sous la forme du duo de trip hop Slowly. Ils en tirent l'album Ming (1994). Ils participent également au projet techno Tranquil Elephantizer. En 1996, ils s'associent à la popularité croissante du big beat. L'EP Weird Planet, le premier qu'ils sortent sous le nom de Headrillaz, est récupéré par Howard Bernstein et publié sur son label Pussy Foot. Des singles comme Screaming Headz et Spacefuck suivent en 1997, et cette année-là, ils se produisent également à Lowlands et Pukkelpop. Saul Jewit est recruté comme chanteur. Fin 1997, les singles, ainsi que quelques nouveaux morceaux, figurent sur l'album Coldharbour Rocks. Un an plus tard, le single The Right Way sort, accompagné d'un clip. Cependant, il n'atteint pas les charts. Des remixes sont réalisés pour Juno Reactor, Primal Scream et Ultra Naté. D'autres singles et l'EP Return of the Pistachio Rockers sortent en 1999. 
Ils se produisent également à Lowlands une fois de plus. En 2001, la chanson Good Is Bad apparaît sur la bande-son du film Le 51e État. Il s'agit d'un titre vocal dont le chanteur est Ricky Barrow de The Aloof. Avec la popularité stagnante du big beat, les Headrillaz disparaissent de la scène. 

## Discographie partielle

### Albums studio
- 1994 : Ming
- 1997 : Coldharbour Rocks

### Singles
- 1998 : The Right Way (33e place du Official Dance Singles Chart[3])